# 畑隆幸
畑 隆幸（はた たかゆき、1937年12月24日 - ）は、大分県日田市出身の元プロ野球選手（投手）である。左投左打。エッセイストの畑正憲は従兄にあたる。

## 経歴
小倉高校では、2年時の1954年春から4回連続甲子園に出場。1954年の春の選抜では決勝に進み、飯田長姫高の「小さな大投手」光沢毅と投げ合うが0-1で完封負け、準優勝にとどまる。同年夏の選手権は1回戦で榎本喜八のいた早稲田実に敗退。翌1955年春の選抜は2回戦（初戦）で坂崎一彦・山本八郎らのいた浪華商に2-3と競り負ける。浪華商はこの大会に優勝。同年夏の選手権も、2回戦（初戦）で新宮高の前岡勤也に完封を喫した。その後は高校日本代表として、前岡・坂崎らとハワイ遠征も経験した。
高校卒業に当たって元々は進学を希望していたが、西鉄ライオンズと南海ホークスから勧誘を受ける。南海側は北九州南海応援会会長の手塚三郎を介して両親の代理人であるの山路氏（のち小倉市議会議員）を中心に交渉し、本人および山路氏と契約書の調印まで行う。しかし、西鉄側は南海より高い契約金（南海の提示は300万円）を提示して、日田にいた畑の両親を切り崩して、父親と本人に判子を付かせた。11月頃から二重契約問題が明るみとなり、西鉄代表・西亦次郎と南海代表・垂井芳太郎は何度か協議の場を持つがうまくいかず、さらにパ・リーグ代表者会会長の大映会長・松浦晋や毎日代表・黒崎貞治郎が仲裁に入るも、解決の糸口がつかめない状態が続く。年が明けて、1956年1月11日に西鉄が畑の入団を公示し、16日に畑が西鉄の練習に参加すると、南海はコミッショナーに提訴を行う。3月6日になってパ・リーグ総裁の木地元晴は、南海の契約は畑本人と南海側代理人・手塚三郎氏との間で締結されたものであり、「対面」という最も重要な要素が欠けているため有効と認められない、として南海の提訴を却下し、畑の西鉄への入団を認めた。しかし、畑に対して春季キャンプ参加禁止処分が下されている。稲尾和久は同期入団で、高校時代は無名だった稲尾は契約金50万円・月給3万5000円で入団したのに対し、甲子園準優勝の実績を持つ畑は契約金800万円・月給15万円だった。
1956年は4月末から貴重な左腕として先発陣の一角に入り、2度目の先発となった5月6日の近鉄戦で初完封勝利を飾る。6月末までに4完封（シーズンでも西村貞朗と並んでチーム最多タイ）を含む7勝（1敗）防御率0.94の抜群の成績を挙げるが、キャンプ不参加の影響のためか腰を痛めて、7月下旬に戦列を離れた。
1957年は開幕第2戦,第4戦で先発に起用されたがいずれも2回持たずに降板。他チームからの研究もあり低迷した。
1958年は6勝を挙げるなど復活し、西鉄のリーグ3連覇に貢献した。同年の巨人との日本シリーズでは2試合にリリーフとして登板。
1959年には開幕直後に故障もあって先発を外れ1勝に終わる。
1960年には先発投手陣に復活。エース・稲尾を故障で欠く中、前半戦で7勝（10敗）を挙げて、補充選手ながら初めてオールスターゲームに選出。第2戦に登板すると2回を無安打無失点に抑えた。シーズンでもチーム最多の51試合に登板し11勝（13敗）と自身初の二桁勝利を挙げ、初めて規定投球回に達し防御率2.98でリーグ11位に付けた。
1961年は稲尾の30試合を凌ぐチーム最多の32試合に先発し、自己最多の13勝（11敗）、防御率もリーグ6位の2.87を記録した。
1963年も13勝を挙げ、西鉄のリーグ優勝に貢献する。巨人との日本シリーズでも2試合に登板した。
1965年には中日ドラゴンズへ移籍するが活躍の場はなく、同年限りで引退した。

引退後はバッティングセンターを1年半ほど経営するも失敗し、焼き鳥屋へ修行に行き、1971年に焼き鳥屋をオープンさせると、百貨店が店の前に出来てからはとんかつ屋を経営。

## 詳細情報

### 年度別投手成績
| 年 度    | 球 団    | 登 板 | 先 発 | 完 投 | 完 封 | 無 四 球 | 勝 利 | 敗 戦 | セ 丨 ブ | ホ 丨 ル ド | 勝 率 | 打 者 | 投 球 回 | 被 安 打 | 被 本 塁 打 | 与 四 球 | 敬 遠 | 与 死 球 | 奪 三 振 | 暴 投 | ボ 丨 ク | 失 点 | 自 責 点 | 防 御 率 | W H I P |
| -------- | -------- | ----- | ----- | ----- | ----- | -------- | ----- | ----- | -------- | ----------- | ----- | ----- | -------- | -------- | ----------- | -------- | ----- | -------- | -------- | ----- | -------- | ----- | -------- | -------- | ------- |
| 1956     | 西鉄     | 20    | 17    | 5     | 4     | 0        | 7     | 4     | --       | --          | .636  | 362   | 90.2     | 55       | 3           | 39       | 0     | 0        | 62       | 1     | 0        | 24    | 17       | 1.68     | 1.04    |
| 1957     | 西鉄     | 30    | 16    | 2     | 0     | 0        | 2     | 4     | --       | --          | .333  | 356   | 79.2     | 75       | 5           | 43       | 0     | 4        | 59       | 3     | 0        | 44    | 36       | 4.05     | 1.48    |
| 1958     | 西鉄     | 24    | 14    | 3     | 0     | 1        | 6     | 2     | --       | --          | .750  | 385   | 94.2     | 71       | 5           | 42       | 0     | 2        | 62       | 2     | 0        | 34    | 26       | 2.46     | 1.19    |
| 1959     | 西鉄     | 8     | 5     | 0     | 0     | 0        | 1     | 1     | --       | --          | .500  | 85    | 18.1     | 23       | 3           | 5        | 0     | 0        | 13       | 0     | 0        | 10    | 8        | 3.79     | 1.53    |
| 1960     | 西鉄     | 51    | 32    | 9     | 1     | 0        | 11    | 15    | --       | --          | .423  | 999   | 241.1    | 199      | 14          | 89       | 6     | 7        | 219      | 3     | 0        | 93    | 80       | 2.98     | 1.19    |
| 1961     | 西鉄     | 49    | 32    | 4     | 2     | 0        | 13    | 11    | --       | --          | .542  | 883   | 209.2    | 174      | 13          | 90       | 6     | 7        | 166      | 3     | 0        | 80    | 67       | 2.87     | 1.26    |
| 1962     | 西鉄     | 9     | 5     | 0     | 0     | 0        | 0     | 0     | --       | --          | ----  | 94    | 20.1     | 27       | 4           | 5        | 0     | 0        | 16       | 1     | 0        | 15    | 15       | 6.43     | 1.57    |
| 1963     | 西鉄     | 40    | 34    | 6     | 1     | 0        | 13    | 11    | --       | --          | .542  | 831   | 196.0    | 183      | 18          | 80       | 1     | 7        | 114      | 5     | 0        | 77    | 64       | 2.94     | 1.34    |
| 1964     | 西鉄     | 15    | 9     | 1     | 0     | 0        | 3     | 2     | --       | --          | .600  | 234   | 51.1     | 62       | 7           | 26       | 0     | 0        | 20       | 1     | 0        | 31    | 28       | 4.94     | 1.71    |
| 通算:9年 | 通算:9年 | 246   | 164   | 30    | 8     | 1        | 56    | 50    | --       | --          | .528  | 4229  | 1002.0   | 869      | 72          | 419      | 13    | 27       | 731      | 19    | 0        | 408   | 341      | 3.06     | 1.29    |

### 記録
- オールスターゲーム出場：1回 （1960年）

### 背番号
- 23 （1956年 - 1962年）
- 18 （1963年 - 1964年）
- 11 （1965年）